# 渺彌亞縣
渺彌亞縣為緬甸伊洛瓦底省轄下的縣，其區域面積為7,346.4平方公里，2014年人口781,844人。首府位在渺弥亚。
渺彌亞縣於1893年設縣，此時該縣為勃生縣的一部分，直到1903年從勃生縣分離並重組。該縣南部屬於三角洲地形，而該縣產業則以農業及漁業為主。該縣是不少克倫族人的故鄉。

## 行政区划
渺彌亞縣下辖3个镇区：
- 渺弥亚镇区（英语：Myaungmya Township）
- 恩梅镇区
- 瓦溪码镇区（英语：Wakema Township）